# Хелм, Ричард
Ричард Хелм (англ. Richard Helm) — учёный, один из четырех авторов классической книги «Design Patterns» о шаблонах проектирования программного обеспечения. Коллектив авторов также известен как «Банда четырёх» (англ. Gang of Four; GoF).

## Биография
Получил докторскую степень по информатике в Университете Мельбурна, начал свою карьеру в IBM Global Services. С 1991 года проводил исследования в IBM в Научно-исследовательском центре Томаса Уотсона в Хоторне, Нью-Йорк.
Партнер и управляющий директор Boston Consulting Group в Сиднее, Австралия.
Работал членом комитета в Association for Computing Machinery и конференции OOPSLA.

## Работы
- Erich Gamma, Richard Helm, Ralph Johnson, John Vlissides: Design Patterns – Elements of Reusable Object-Oriented Software. Addison-Wesley, Reading MA u. a. 1994, ISBN 0-201-63361-2.
- Erich Gamma, Richard Helm, Ralph Johnson, John Vlissides: Entwurfsmuster. Elemente wiederverwendbarer objektorientierter Software. Addison Wesley, Bonn u. a. 1996, ISBN 3-89319-950-0.
- Richard Helm: Patterns, architecture and software. In: ACM SIGPLAN Notices. Vol. 31, Nr. 1, 1996, ISSN 0362-1340, S. 2–3 (englisch, online auf: portal.acm.org [abgerufen am 9. Mai 2010]).
- Richard Helm: Patterns in practice. In: ACM (Hrsg.): Proceedings of the tenth annual conference on Object-oriented programming systems, languages, and applications table of contents (= ACM SIGPLAN notices). Vol. 30, Nr. 10. ACM Press u. a., New York NY 1995, ISBN 0-89791-703-0, S. 337–341 (englisch, online auf: portal.acm.org [abgerufen am 9. Mai 2010]).